# Jane Bolander
Jane Bolander (født 5. maj 1965 i Skagen) er en dansk ekspert i skatteret. 
Hun er ansat som professor på Copenhagen Business School og har siden 1. januar 2020 været formand for Skatterådet.
Bolander har været forfatter til Skat ved gældseftergivelse og medforfatter til Lærebog om indkomstskat.
Derudover har hun bidraget til bogen Commercial and Economic Law in Denmark,
været redaktør på Yearbook for Nordic Tax Research 2012
og skrevet flere artikler blandt andet i Tidsskrift for Skatter Og Afgifter.